# Черкашин Геннадій Олександрович
Генна́дій Олекса́ндрович Черка́шин (13 вересня 1936, Севастополь — 21 червня 1996, Санкт-Петербург) — письменник, журналіст, вчений-фізик, громадський діяч, член Ради Землі по біополітиці (Гаага, 1995), лауреат премії Автономної Республіки Крим, член Спілки письменників СРСР (з 1979 року) і Спілки журналістів СРСР (з 1977 року), Почесний член Ліги культури Севастополя, дійсний член Російських морських зборів і перший президент Севастопольського фонду історії і культури (1996 рік).

## Біографія
Народився 13 вересня 1936 року в Севастополі. Його батько — Олександр Федорович Черкашин, закінчив Севастопольське зенітне училище і завідував військовою кафедрою Донецького індустріального інституту. Мати, Ольга Лук'янівна, працювала в друкарні. Незабаром після початку радянсько-німецької війни в серпні 1941 року батько загинув під Києвом. 5-річний Геннадій з матір'ю і братом опинився в евакуації в Прокоп'євську. Незабаром після відвоювання Севастополя Черкашин з матір'ю і братом в травні 1944 року повернулись у місто. Життя їх в зруйнованому місті описане в першій книзі Черкашина — «Смак мідного дроту» (1969).
У 1954 році після закінчення 5-ї севастопольської школи поступив на фізичний факультет Ленінградського університету. У 1959 році він закінчив ЛДУ, в тому ж році одружився з Валентиною Болеславівною Лазуркіною, аспіранткою біолого-ґрунтового факультету ЛДУ. Після закінчення університету працював інженером, а з 1966 року — науковим співробітником в Агрофізичному інституті; в 1967 році захистивши кандидатську дисертацію, став старшим науковим співробітником, заступником завідувача лабораторією. Однак через кілька років пішов з інституту, вирішивши займатися тільки літературою.
Писати Черкашин почав ще в університеті, публікував свої перші оповідання в факультетської стінгазеті. Перші оповідання Черкашина опубліковані в 1966 році в журналах «Ватра» і «Іскорка». Потім одна за одною стали з'являтися і книги: «Смак мідного дроту» (1969), «Про Петю» (1975), «Клянуся землею і сонцем» (1978) та інші.
З 2 грудня 1982 року по 27 квітня 1983 року брав участь у навколосвітньому плаванні на гідрофізичних суднах Чорноморського флоту «Адмірал Владимирський» і «Фадей Беллінсгаузен».
У 1995 році видана книга «Обраний день» (письменник працював над нею з 1981 по 1987 рік, але видавництва, в які Черкашин звертався, не наваджувалися випустити її у світ). Книга присвячена трагічній темі термоядерної війни. Від імені тодішнього мера Санкт-Петербурга А. Собчака книга була розіслана як застереження президентам країн, що володіють атомною зброєю, а також до Хіросіми. З Музею Хіросіми Черкашин отримав листа з подякою: повідомлялося, що книга буде експонуватися в Музеї.

Могила Геннадія Черкашина

Помер 21 червня 1996 року в Санкт-Петербурзі. Похований за заповітом у Севастополі на кладовищі Комунарів. У 1998 році на його могилі споруджено пам'ятник (автор — С. О. Чиж). На чотирикутній стелі неправильної форми із світло-сірого граніту, у верхній її частині вирубано виступаюче з каменю скульптурне зображення письменника. Тут же присвятні тексти. До стели примикає горизонтальна плита з його словами російською мовою: 
| «Було одне місце на землі, куди я зобов'язаний був завжди повертатися. Всього, одне місце на величезній планеті — Севастополь»[2].Оригінальний текст (рос.) [«Было одно место на земле, куда я обязан был всегда возвращаться. Всего, одно место на огромной планете — Севастополь»] Помилка: {{Lang}}: текст вже має курсивний шрифт (допомога) |

## Пам'ять
Севастопольський фонд історії і культури носить ім'я Г. О. Черкашина. Щорічно під патронатом фонду серед школярів Севастополя проводиться літературний конкурс, найкращі твори отримують премії.
Рішенням Севастопольської міської ради від 27 вересня 2001 року дитячій бібліотеці № 7 (філія ЦБС) присвоєне ім'я Геннадія Черкашина в якій 13 вересня 2002 року заснований музей письменника.
З 11 по 13 вересня 2006 року в Севастополі пройшли перші міжнародні читання і Міжнародна конференція «Геннадій Черкашин: письменник, вчений, громадянин», випущений бібліографічний вказівник його творів.

## Творчість

обкладинка книги «Бриг Меркурий»

- «Вкус медной проволоки». Л., 1969;
- «Про Петю». Л., 1975;
- «Клянусь Землей и Солнцем». Л., 1978;
- «Бриг Меркурий». Л., 1981;
- «Возвращение». Л., 1985;
- «Лейтенант Шмидт». М., 1984;
- «Кукла». Л., 1989;
- «Первый штурм», 1990;
- «Горькие травы Березани». М., 1990;
- «Избранный день». СПб., 1995;
- «Молчание колокола». Севастополь, 1996.

Також Геннадій Черкашин написав сценарій до художнього фільму «Вбивство в Саншайн-Менор», брав участь в багатьох телепередачах, вів Санкт-Петербурзьку телевізійну передачу «Недільний лабіринт» (рос. «Воскрестный лабиринт»), був засновником нової літературної серії «Морська слава».